# Vasilij Grigor'evič Fesenkov
Vasilij Grigor'evič Fesenkov (in russo  Васи́лий Григо́рьевич Фесе́нков?; Novočerkassk, 13 gennaio 1889 – Mosca, 12 marzo 1972) è stato un astrofisico sovietico.

## Biografia
Dopo essersi laureato nel 1911 presso l’Università di Charkiv studiò alla Sorbona di Parigi, ove ottenne il dottorato nel 1914. Nel 1923 fu tra i fondatori dell’Istituto russo di astrofisica, in seguito rinominato Istituto astronomico Sternberg, di cui fu direttore dal 1936 al 1939. Nel 1936 fu tra i promotori dell'organizzazione del Consiglio Astronomico dell'Accademia delle Scienze dell'Unione Sovietica per la gestione unitaria degli osservatori astronomici e della loro strumentazione e di cui fu presidente. Nel 1937 fu coinvolto nelle grandi purghe staliniste, ma fu subito riabilitato. Fondò l’Istituto astrofisico, che oggi porta il suo nome, ad Almaty di cui fu direttore fino al suo pensionamento nel 1964. Anche dopo il suo ritiro continuò le sue ricerche fino alla data della sua morte nel 1972.
Si occupò principalmente di astronomia solare e planetaria tramite l'applicazione di tecniche fotometriche. Fra l'altro diede importanti contributi allo studio della luce zodiacale e delle meteoriti. Nel 1947 guidò una spedizione in Siberia per lo studio del sito di impatto del meteorite Sikhote-Alin di cui ne valutò traiettoria e massa. Molti suoi articoli scientifici riguardarono l'impatto meteoritico del 1908 nella località di Tunguska.

## Riconoscimenti
Durante il periodo sovietico ricevette numerose onorificenze. In particolare nel 1935 fu eletto Accademico dell'Accademia sovietica delle scienze e fu membro dell’Accademia delle Scienze del Kazakistan.
A Vasilij Grigor'evič Fesenkov la UAI ha intitolato il cratere lunare Fesenkov il cratere di Marte Fesenkov e l'asteroide della fascia principale 2286 Fesenkov